# José María Pagola Lacarra
José María Pagola Lacarra (Hernani, Guipúzcoa, 27 de septiembre de 1916-San Sebastián, 6 de junio de 1959) fue un médico español, conocido como el médico de los pobres.

## Biografía
José María nació en la localidad guipuzcoana de Hernani (1916), en el seno de una familia numerosa de profundas raíces católicas. La familia se trasladó a San Sebatián, al obtener su padre la cátedra de piano y composición en el conservatorio municipal de San Sebastián. José María se trasladó a Madrid, para realizar en la Universidad Central los estudios de medicina. En la capital de España se alojó en la Acadmia DYA, donde conoció a Josemaría Escrivá de Balaguer. En 1953 solicitó su admisión como supernumerario del Opus Dei.
Tras concluir sus estudios universitarios, regresó a San Sebastián, y comenzó su labor profesional como médico atendiendo a gente humilde del Puerto donostiarra. Continuó con su labor médica en un dispensario antituberculoso y en el Seguro de Enfermedad, primero en Pasajes y después en San Sebastián. En 1945 conoció a Pilar Lagarde, con quien se casó (1947). El matrimonio tuvo seis hijos. Tiempo después, puso su consulta en su propio domicilio, en la calle Urbieta de la capital donostiarra, donde tenía una amplia clientela que acudía a la consulta por su prestigio.
José María también acudia al dispensario de Villa Cristeta (Ategorrieta-Ulía), donde daba tratamiento a los enfermos sin recursos. Frecuentemente se desplazaba a visitar a los enfermos a sus domicilios, donde trataba de aliviar sus padecimientos físicos, y sus problemas cotidianos. En ocasiones, no solo no cobrara por sus servicios sino que discretamente dejaba dinero debajo de la almohada de los quienes se encontraban vibiendo en penuria económica.
Participó como voluntario en el llamado tren de la esperanza, un viaje a Lourdes realizado junto con un grupo de enfermos, a quienes ayudó y acompañó.
En la primavera de 1958 tuvo una úlcera que le ocasionó fuertes dolores. El 27 de marzo de 1959 le diagnosticaron un cáncer de páncreas con metástasis en el hígado. Falleció el 6 de junio de 1959, con fama de santidad, según testimonio de la prensa de la época. Su funeral tuvo lugar en la catedral del Buen Pastor, que se quedó pequeña ante la masiva afluencia de personas que acudieron a la ceremonia religiosa.